# 9783 Tensho-kan
9783 Tensho-kan este un asteroid din centura principală de asteroizi.

## Descriere
9783 Tensho-kan este un asteroid din centura principală de asteroizi. A fost descoperit pe 28 decembrie 1994 la Ōizumi de Takao Kobayashi. El prezintă o orbită caracterizată de o semiaxă mare de 2,67 ua, o excentricitate de 0,10 și o înclinație de 2,0° în raport cu ecliptica.